# De ondergang van Napoleon en het Congres van Wenen

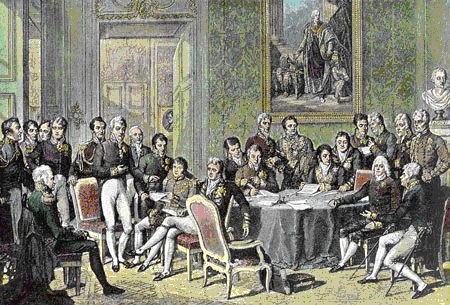
Congres van Wenen

De ondergang van Napoleon en het Congres van Wenen (2007) is een historische roman en een geschiedschrijving van de Frans-Poolse historicus Adam Zamoyski over de gebeurtenissen rond het Congres van Wenen (1815) na de val van Napoleon. Het boek is een vervolg op 1812. Napoleons fatale veldtocht naar Moskou.

## Toelichting bij het boek
De auteur schetst in 34 hoofdstukken vol beklemmende maar soms frivole details de voorbereiding, de eigenlijke conferentiewerkzaamheden en de gevolgen van het Congres van Wenen na de mislukte veldtocht van Napoleon naar Moskou in 1812. Door het wegvallen van de Franse greep op het continentale Europa lagen plots alle mogelijkheden voor een restauratie van het ancien régime weer open. Zamoyski deed dankzij zijn grote talenkennis een beroep op recent geschiedkundig onderzoek om zo een realistisch beeld te schetsen van dit voor het vervolg van de 19e eeuw in Europa belangrijke congres. Daarbij citeert hij niet alleen officiële documenten, brieven, dagboeken en ooggetuigenverslagen maar ook rapporten van spionnen en informanten van de betrokken partijen. De auteur tekent gedetailleerd en met aandacht voor de persoonlijke onhebbelijke trekjes van de belangrijkste actoren zoals tsaar Alexander I, de Oostenrijkse kanselier Klemens von Metternich, de Hertog van Wellington, de Franse diplomaat Talleyrand en Napoleon, het verloop van dit congres met aandacht zowel voor beslissingen genomen in de marge ervan als voor parallel verlopende krijgsverrichtingen, Von Clausewitz indachtig, dat oorlog voeren gelijkstaat met politiek bedrijven, maar met andere middelen. Het congres etaleerde zonder schroom het schaamteloos gegraai om territorium door de destijds machtigste staten. De uitkomst van het toen ontworpen Nieuwe Europa, met achteloos getrokken nieuwe staatsgrenzen, zonder rekening te houden met geografie en etniciteit, bepaalt nu nog altijd het politieke en maatschappelijke discours. Dit congres beïnvloedde indirect alles wat zich sindsdien in Europa afspeelde, waaronder het militant nationalisme, bolsjewisme, fascisme, de grote militaire conflicten van de 20e eeuw tot het ontstaan van de Europese Unie. Het boek is uitvoerig voorzien van kaarten en fotomateriaal in kleur van de belangrijkste figuren die een rol speelden bij het Congres van Wenen. Het boek bevat een uitgebreid notenregister en een uitvoerige verwijzing naar bronnenmateriaal.

## Inhoud

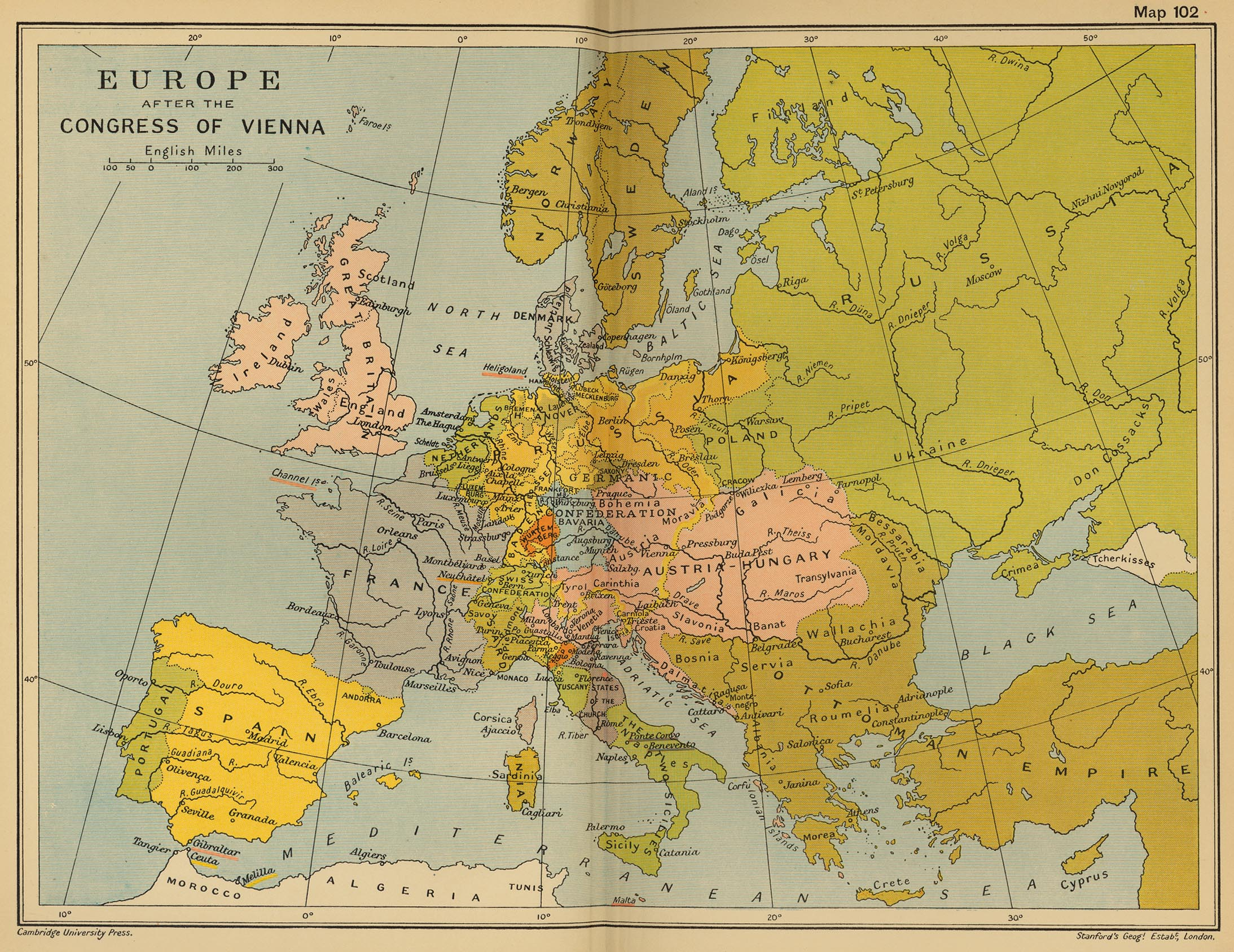
Kaart van Europa na het Congres van Wenen

- De leeuw in het nauw
- De redder van Europa
- De vredesbrengers
- Een oorlog voor de vrede
- Een intiem congres
- Schijnvertoning in Praag
- Duitsland als inzet
- De eerste walsen
- Een vinger in de pap
- Slagvelddiplomatie
- Triomf in Parijs
- Vrede
- De Londense ronde
- Rechtvaardige regelingen
- De voorbereidingen
- Punten van orde
- Briefjes en bals
- Vakantie voor koningen
- Een feest van de vrede
- Guerre de plume
- Politieke carrousel
- Explosieve diplomatie
- Oorlogsdans
- Oorlog en vrede
- Het akkoord over Saksen
- Losse eindjes
- De vlucht van de adelaar
- De honderd dagen
- De weg naar Waterloo
- De zege van Wellington
- De afstraffing van Frankrijk
- De laatste riten
- Onwelluidend concert
- Stilstand in Europa

## Boekverwijzing
Rites of Peace, The fall of Napoleon & the congress of Vienna, New York, Harper Press, 2007 ISBN 978-0-00-719757-6 (Nederlandse vertaling: De ondergang van Napoleon en het Congres van Wenen, uitgeverij Balans, 2008, ISBN 978 90 50188777)